# 20년대
- 20년대는 20년부터 29년까지를 가리킨다.